# Incidentes de Kamenge
Los Incidentes de Kamenge (en francés: incidents à Kamenge), también llamados disturbios de Kamenge, fueron una serie de redadas armadas y asesinatos llevados a cabo en el barrio de Kamenge de Buyumbura, entonces capital del Reino de Burundi, en enero de 1962. Perpetrados por militantes tutsis de la Jeunesse Nationaliste Rwagasore contra dirigentes hutus del sindicato Syndicats Chrétiens y del Partido del Pueblo, son considerados como el primer caso importante de violencia étnica en el Burundi moderno.

## Antecedentes

### Situación política en Burundi
En el siglo XX, Burundi tenía tres grupos étnicos aborígenes principales: hutu, tutsi y twa. El área fue colonizado por el Imperio Alemán a finales del siglo XIX y administrada como una porción del África Oriental Alemana.  En Burundi y la vecina Ruanda al norte, los alemanes mantuvieron un gobierno indirecto, dejando intactas las estructuras sociales locales. Bajo este sistema, la minoría tutsi generalmente disfrutaba de un estatus históricamente más alto como aristócratas, mientras que los hutus ocupaban la base de la estructura social. Los gobernantes principescos y monárquicos pertenecían a un grupo étnico único, Ganwa, aunque con el tiempo la prominencia política de esta distinción disminuyó y la categoría quedó subsumida por el grupo tutsi. Durante la Primera Guerra Mundial, las tropas de Bélgica afincadas en el Congo Belga ocuparon Burundi y Ruanda. En 1919, bajo los auspicios de la naciente Sociedad de Naciones, a Bélgica se le dio la responsabilidad de administrar Ruanda-Urundi como un mandato. Aunque esta calidad obligaba a Bélgica a promover el progreso social en el territorio, la administración colonial no alteró las estructuras de poder locales. Después de la Segunda Guerra Mundial, se formaron las Naciones Unidas y Ruanda-Urundi se convirtió en un territorio en fideicomiso bajo administración belga, lo que obligó a los belgas a educar políticamente a los lugareños y prepararlos para la independencia.
La administración colonial belga introdujo múltiples reformas políticas en Burundi a finales de los años cincuenta. En 1958, el príncipe Louis Rwagasore se involucró mucho políticamente liderando la Unión para el Progreso Nacional (UPRONA). Rwagasore buscó convertir a la UPRONA en un partido de masas con un amplio atractivo para las diferentes regiones, etnias y castas. Cauteloso ante el creciente conflicto hutu-tutsi en Ruanda, trató de contrarrestar las tensiones incorporando a miembros de ambos grupos al liderazgo de la UPRONA.  Los puestos formales del partido, tanto a nivel nacional como local, generalmente estaban divididos equitativamente entre hutus y tutsis, aunque estos últimos tendían a ocupar los cargos más importantes. Las reglas internas de la UPRONA establecían ciertas responsabilidades pertenecientes al comité central, pero en la práctica el partido operaba según el capricho de Rwagasore; conservó una capacidad organizativa relativamente débil y se mantuvo unido gracias a su liderazgo carismático.
En las elecciones generales de septiembre de 1961, la UPRONA obtuvo una abrumadora mayoría en la Asamblea Legislativa y se pidió a Rwagasore que formara gobierno. Sin embargo, tan solo unas semanas después, el 13 de octubre de 1961, Rwagasore fue asesinado en un complot concebido por políticos opositores. Su muerte avivó las divisiones al interior de la UPRONA y alimentó la rivalidad entre Paul Mirerekano, un hutu, y el nuevo primer ministro Ganwa, André Muhirwa. Ambos afirmaron ser herederos del legado del difunto primer ministro y cada uno buscó convertirse en presidente de la UPRONA. Inicialmente, Muhirwa reclamó la presidencia, argumentando que, dado que había asumido el lugar de Rwagasore en el gobierno, tenía derecho a liderar el partido, a lo que Mirerekano impugnó alegando que Rwagasore lo había nombrado presidente interino del partido a mediados de 1961. La disputa por el liderazgo finalmente llevó al choque de dos facciones en el partido, con Muhirwa liderando el «grupo de Casablanca» y Mirekano liderando el «grupo de Monrovia». El primero, asociado con los tutsis, era generalmente antioccidental en su orientación política, mientras que el segundo, asociado con los hutus, adoptó una postura más moderada hacia Occidente.

### Syndicats Chrétiens y Jeunesse Nationaliste Rwagasore
A pesar del distanciamiento de Mirerekano de los líderes de la UPRONA en esta etapa, la mayoría de los hutus siguieron apoyando al partido. La conciencia política de los hutus permaneció confinada al Partido del Pueblo (PP), una pequeña agrupación republicana que había ganado muy poco apoyo en las elecciones de 1961. Muchos líderes hutus de Burundi se unieron a los Syndicats Chrétiens, un sindicato fundado en 1958 como filial de la Confederación de Sindicatos Cristianos, con sede en Bélgica. Aunque nominalmente apolítico, el sindicato se convirtió en un semillero de actividad política hutu. Aunque este grupo de intelectuales republicanos hutu estaba confinado a la capital Buyumbura, los líderes tutsis de la UPRONA sospechaban profundamente de él.
Los estudiantes universitarios Prime Niyongabo y Gilles Bimazubute fundaron la Union Culturelle de la Jeunesse Africaine du Burundi (UCJAB), en 1959. La UCJAB fue concebido como un grupo nacionalista progresista para jóvenes, pero no tenía vínculos partidistas. Tras las elecciones generales de 1961, se alineó con la UPRONA y pasó a llamarse Jeunesse Nationaliste Rwagasore (JNR). Para entonces, otros miembros de la UPRONA ya habían recibido patrocinio e influencia, y los líderes del JNR se convirtieron en una contraélite descontenta. En los meses anteriores a la independencia, el gobierno de Burundi intentó cooptar a la JNR designándolo una «estructura paralela» responsable de vigilar las secciones nativas de Buyumbura. Los militantes de la JNR realizaron esta tarea con entusiasmo, aunque el gobierno y la UPRONA nunca consiguieron el control total del movimiento. Más adelante, la JNR se convirtió en un grupo militante chovinista tutsi.

## Eventos
A principios de enero de 1962, los Syndicats Chrétiens organizaron un congreso en el Collège du Saint-Esprit de Buyumbura. Al concluir, la organización emitió un comunicado en el que condenaba las «provocaciones y la actitud revanchista de la JNR». El documento además acusaba a la JNR de «propagar el odio y la agresión» y afirmaba que el sindicato «iniciaría una política de autodefensa» y lideraría huelgas a menos que los gobiernos belga o burundés intervinieran para moderar al movimiento juvenil y garantizar la paz.
El 13 de enero, el militante de la JNR Pamphile Bikoboke, afirmando falsamente ser un funcionario judicial designado por el Alcalde de Buyumbura, utilizó órdenes de arresto falsificadas para arrestar a dos líderes hutus en la comuna de Muzazi, provincia de Bubanza. Al día siguiente, Niyongabo celebró una reunión con miembros de la JNR en el Centro Educativo y Social del barrio Kamenge de Buyumbura. Luego, militantes del JNR llevaron a cabo una serie de redadas armadas contra hutus asociados con los Syndicats Chrétiens y el PP. Incendiaron cuatro casas en Kamenge y apedrearon hasta la muerte al presidente de Syndicats Chrétiens y al secretario nacional del PP, Jean Nduwabike. También fueron asesinados el secretario permanente de Syndicats Chrétiens y secretario nacional de la Asociación de Maestros de Burundi, Severin Ndinzurwaha, el miembro del PP y director de escuela Basile Ntawumenyakarizi, y un hombre conocido sólo como Baruvura.

## Secuelas

### Efectos políticos
Los incidentes de Kamenge fueron el primer caso importante de violencia étnica en el Burundi moderno. Los líderes hutus de la UPRONA quedaron consternados por la violencia y los miembros de la incipiente facción de Monrovia temían que la violencia fuera el resultado de creciente sentimientos supremacistas tutsis. Como consecuencia, las divisiones raciales al interior de la UPRONA crecieron rápidamente después de los incidentes. Mirerekano comenzó a sospechar cada vez más de Muhirwa y su gobierno, ya que algunos de sus miembros mantenían vínculos informales con la JNR. En junio, los diputados hutus de la Asamblea Nacional acusaron al Ministro del Interior, Jean Ntiruhama, de colaborar con la JNR durante los disturbios, lo que generó más de 30 acusaciones adicionales de irregularidades, incluido favoritismo en los nombramientos e incitaciones al odio étnico. A finales de año, las facciones de Monrovia y Casablanca habían quedado claramente delimitadas en la Asamblea. Después de que Ntiruhama intentó arrestar a Mirerekano por continuar la disputa por el liderazgo de la UPRONA, el Rey Mwambutsa IV dispuso su destitución del gobierno. Los diputados hutus también cuestionaron las acciones del Gobernador de Buyumbura, Ildephonse Ntamikevyo, y las conclusiones de la fiscalía en el proceso contra los miembros de la JNR implicados en los disturbios.

### Procedimientos criminales
Por su papel en los incidentes, Niyongabo fue condenado por los tribunales belgas de tutela a 18 meses de prisión, que evitó huyendo a Tanganica. En 1963, Muhirwa fue reemplazado por el primer primer ministro hutu de Burundi, Pierre Ngendandumwe. El gobierno de Ngendandumwe buscó acciones adicionales contra miembros de la JNR por los incidentes de Kamenge (el ministro de Justicia, François Karisabiye, solicitó un juicio para los involucrados), lo que generó protestas de los estudiantes tutsis.  Posteriormente, Niyongabo fue condenado nuevamente a 20 años de prisión a finales de 1963. Al año siguiente, Ngendandumwe fue reemplazado por Albin Nyamoya. El gobierno de Nyamoya suspendió todos los procedimientos penales relacionados con los incidentes de Kamenege y el nuevo Ministro de Justicia, Pierre Ngunzu, anuló la sentencia contra Niyongabo, su cuñado. El descontento en la Asamblea con el manejo del asunto por parte del gobierno motivó en parte la presentación de una moción de censura en su contra en 1964. 